# Имисија
Имисија је недозвољена радња која потиче са непокретности, а којом се отежава коришћење других (најчешће суседних) непокретности. 
То може бити: преношење дима, непријатих мириса, топлоте, чађи, потреса, буке, отицања отпадних вода и сл. преко мере која је законом прописана или неоубичајена с обзиром на природу и намену непокретности и на месне прилике, или којим се проузрокује знатнија штета.